# Adolf III. Holštýnský
Adolf III., hrabě ze Schauenburku a Holštýnska (* 1160 – 3. ledna 1225) byl vládcem dvou krajů, a to Schauenburku a Holštýnska. Do historie se zapsal, díky založení nové osady pro obchodníky na břehu řeky Alstery poblíž Hamburku.

## Původ
Adolf byl jediným synem hraběte Adolfa II. Holštýnského a nastoupil po něm v roce 1164 do čela rodiny. Vzhledem k tomu, že byl v této době dítětem, regentkou se stala jeho matka Mechthild ze Schwarzburg-Käfernburgu, dcera hraběte Sizza III. ze Schwarzburg-Käfernburgu.

## Život

### Politika a vláda
Adolf III. Holštýnský zpočátku podporoval Jindřicha Lva a doprovázel ho na jeho výpravě proti Filipu z Heinsbergu (kolínský arcibiskup). Bojoval v bitvě u Halerfeldu, která se konala 1. srpna 1180 (nachází se na severozápadě od Osnabrücku), v družině Bernharda I. Ratzeburského. Na základě tohoto spojenectví obdržel od Jindřicha Lva rozhodující práva v oblasti středního Weseru, který byl základem hrabství Schauenburk.
V roce 1180 však Adolf přeběhl od Jindřicha Lva, který ho pro zradu vyhnal z Holštýnska. Adolf se připojil k Fridrichu Barbarossovi (císaři Fridrichu I.), s jehož pomocí se v roce 1181, po pádu Jindřicha Lva, vrátil na své panství. V roce 1188 však Fridrich Barbarossa odmítl Adolfův nárok na město Lübeck. Adolf ho doprovázel na třetí křížové výpravě. V srpnu 1190 dorazil do Tyru, kde opustil křižáckou armádu a vrátil se do Holštýnska, aby bránil své země před Jindřichem Lvem, který se mezitím vrátil z exilu. V roce 1196 odešel podruhé do Svaté země na křížovou výpravu Jindřicha VI., následně se v roce 1198 vrátil domů.
Vláda Adolfa III. Holštýnského se shodovala s pokusy Dánska o expanzi do oblasti dnešního Německa, která probíhala za vlády krále Knuta VI. a jeho bratra a nástupce Valdemara II. Poté, co Adolf v roce 1201 prohrál bitvu u Stellau a později byl Valdemarem zajat v Hamburku, byla tato expanze po několik desetiletí úspěšná. V zajetí byl Adolf nucen se v roce 1203 vzdát svého titulu hraběte z Holštýna, aby získal svobodu. Po svém propuštění odešel do hrabství Schauenburk. Opětovné dobytí Holštýnska bylo ponecháno jeho synovi a dědici Adolfu IV. Holštýnskému.
Asi roku 1224 se hrabě na žádost Konrada von Rüdenberga, knížete a biskupa z Mindenu, vzdal opatství Vogtei ve Wennigsen. Listina o tomto činu je prvním dochovaným písemným záznamem o tomto klášteře.

### Rodina a manželství
Adolf III. Holštýnský byl ženatý dvakrát. Poprvé se jeho ženou v roce 1182 stala Adelheid z Asselu, jež zemřela zemřela 25. prosince 1185. Druhou ženou se stala Adelheid z Querfurtu.
Měl pět dětí
- Adolf IV. Holštýnský
- Konrád
- Bruno ze Schauenburku
- Mechthilde

- Margarete